# 大沼晶保
大沼 晶保（おおぬま あきほ、1999年〈平成11年〉10月12日 - ）は、日本のアイドルであり、女性アイドルグループ櫻坂46のメンバーである。静岡県沼津市出身。Seed & Flower所属。

## 略歴
1999年10月12日生まれ、静岡県沼津市出身。ブライダルの専門学校に通学するために上京。東京では先に上京していた姉と生活をしていた。
2018年8月19日、『坂道合同新規メンバー募集オーディション』に合格。同年11月、オーディション合格者39名のうち21名の配属が決定し、それぞれのグループに加入したが、大沼を含む残りの18名のメンバーはグループに配属されず、坂道研修生として活動を開始。
2019年9月6日、坂道研修生の公式サイトがオープン、プロフィールが掲載。
2020年2月16日、動画配信サービスSHOWROOMの特番にて欅坂46への配属が発表。同年10月より、グループ名を櫻坂46に改名し、再出発。
2022年12月25日、自身の公式ブログにて、二級小型船舶操縦士免許の取得を報告。
2023年4月3日、『さくらひなたロッチの伸びしろラジオ』（NHKラジオ第1）のレギュラーMCに就任することが発表された。レギュラーとしては2週間後の4月17日から本格的に出演を開始し、翌年3月11日にレギュラー出演を終えた。
同年4月7日から放送の『サクラミーツ』（テレビ朝日）に、同じく櫻坂46のメンバーである井上梨名、武元唯衣、増本綺良と共にレギュラー出演を開始する。
同年6月28日に発売された櫻坂46の6thシングル『Start over!』では自身初の表題曲歌唱メンバーに選ばれた。
同年7月6日から9月28日まで、『ラヴィット!』（TBS）の「ラヴィット!ファミリー」木曜担当として出演した。以降も同年12月26日にゴールデン・プライム帯に特番として放送された『ゴールデンラヴィット!』に同じく櫻坂46のメンバーである守屋麗奈と共に出演するなど、複数回にわたりゲスト出演を果たしている。
同年10月12日、公式Instagramを開設。

## 人物
身長161 cm。血液型はB型。5人家族で、3姉妹の次女。父親と姉は漁師である。
自身も2022年に二級小型船舶操縦士免許を取得しており、櫻坂46の冠番組『そこ曲がったら、櫻坂?』（テレビ東京）（以下『そこさく』）では実際に父親の船を操縦してロケを行ったこともある。また、2024年3月8日放送の『サクラミーツSP』ではレギュラーメンバーを乗せた船の操縦を行った。
ぷぐまるという名前のオスのポメラニアンを飼っている。
妹は櫻坂46メンバーの武元唯衣と同級生であり、仲が良く、長電話をしたり食事をしたりすることがあるという。
予測不可能なキャラクターとして知られ、櫻坂46メンバーの藤吉夏鈴からは「大不思議」のキャッチコピーをつけられた。無自覚なことが多く、『そこさく』2020年11月23日放送回「櫻坂46 三つ巴バトル！後半」では目隠し状態で出番を待っていた大沼が不自然な前傾姿勢を取ったことでスタジオは爆笑に包まれた。また、2023年12月26日放送『ゴールデンラヴィット!』（TBS系）の「曜日対抗『食リポギャグ選手権』」にお笑い芸人の中にアイドルで唯一参加し、予測できない行動を披露。野性爆弾・くっきー!からは「激ヤバやろ！」と評されるなど話題となった。
しかし、本人は「不思議」であることを否定しており、自身のブログで「私、癖強いだけで不思議さはないですよ〜！マナー検定だってもってます！だから常識人です💪」と綴っている。
さらに自他ともに認める「怪力」であり、力加減ができないことで知られている。『ラヴィット!』に初出演した際は櫻坂46メンバーの井上梨名から「セットとか壊さないように気を付けなさい」とアドバイスされたことを明かしている。また、『そこさく』2021年6月28日放送回「もっと知りたい 番組盛り上げテクニック講座 後半戦」でゲストのオアシズ・大久保佳代子と「叩いて被ってジャンケンポン！」対決を行った際には遠慮せずに思い切りピコピコハンマーを振りかざした。
何事も全力で取り組むことで知られ、『ラヴィット!』MCの麒麟・川島明からは「獅子奮迅の活躍でシーズンレギュラー史上一番全力でやってくれた」と大沼の活躍を絶賛した。また、同じくレギュラーで共演したニューヨークの屋敷裕政は大沼の活躍について「毎週沼ちゃんが主役みたいな、とんでもない爪痕の残し方」「バケモンやと思っている。同期の芸人でおったら嫌やな」と評した。
パフォーマンス面でも全力さが評価されており、ライブでは激しい振り付けを鬼気迫る表情で表現するなど、高難易度のダンスを全身全霊で踊る姿を評価するメディアもある。また演技面では、『そこさく』2023年8月14日放送回「ねぇ聞いて!私の方言発表会! 後半」で方言を交えた告白演技を披露した際、MCのハライチ・澤部佑に「演技もよかった」「いっぱい来るんじゃない、お芝居の仕事」と評された。

### 嗜好・趣味
自身のブログでは「人を笑わせることが大好き」とつづっている。
「沼ソング」と呼ばれる独特なリズムが織りなす楽曲の作詞・作曲を行う。当初は自身のメッセージアプリで公開していた程度だったが、徐々に『そこさく』や櫻坂46の公式X、『サクラミーツ』など披露される場が広がっている。
2023年2月27日に開催された櫻坂46のライブイベント『SAKURAZAKA46 Live, AEON CARD with YOU!Vol.2』でも、イオンカードにまつわる「沼ソング」を披露した。
よくリズムが頭の中に降ってくるという。
また「沼ソング」は手書きイラストで構成された動画も多く、「アニメ作りが趣味」とも明かしている。
50TA（狩野英孝）が好きで、『サクラミーツ』での共演プロジェクト「沼TA」が決定した際は「絶対に家に帰ったら泣きます」とこぼした。その後自身のブログでは、「私はずっと50TAさんの楽曲を聴いて励まされて、落ち込んだときも50TAさんの優しい歌詞に生きていく勇気と頑張る力を貰ってきました」とつづっている。50TAは前述の「沼ソング」制作のきっかけであるも述べている。
くりぃむしちゅー・上田晋也の例えツッコミを逐一メモしたノートを所持しており、上田を「神様」と崇めているほどの大ファン。例えツッコミだけでなく上田の容姿も好みだといい、スマートフォンの待受画面にもしている。また、上田の著書『経験 この10年くらいのこと』（ポプラ社）を必ず持ち歩いているという。あまりの熱意により上田の目に留まり、度々上田との共演を果たしている。中でも『今夜はナゾトレ』（フジテレビ系）では大沼が考案した上田に関するクイズを出題するコーナーが不定期で設けられた。
自身のブログや公式Instagramで、千鳥・大悟がロケの際に行う海に落ちる芸を大沼自身がオマージュしたGIF動画を掲載し、話題になった。2023年1月11日に投稿されたブログでは「なにか一芸を身につけようと思い　大好きなテレビ千鳥さんの大悟さんが海に落ちる技を習得しようとがんばってみました！！」と綴っている。翌週の同月18日のブログでは武田真治の筋トレネタをオマージュした描写もあり、武田本人も「根性の塊」などとコメントした。その後、2024年9月10日に自身の公式Instagramで「海落ちるのが好きです。」と綴り動画を再投稿すると、2024年10月時点で200万回以上再生されている。
落ち込んだ時によく聞く曲はSEKAI NO OWARIの「サザンカ」。

### 特技
特技は反復横跳び、本人いわく「これしか取り柄がない」。2020年、欅坂46時代の冠番組『欅って、書けない?』（テレビ東京）ではメンバートップの結果を記録した。その際、足を広げて腰を落とす「大沼スタイル」と呼ばれるスタンスが話題となった。その後、2023年の『ラヴィット!』出演時も披露され、Xで「大沼スタイル」がトレンド入りした。
オカリナの演奏も特技としてあげているが、『ラヴィット!』で披露した際はMCの川島より「本当にきれいな70点」「姪っ子やったら100点」と評された。SNS上でも「シュールすぎ」などの感想が寄せられた。私物のオカリナを「おかりぃー」と名付けている。
魚を捌く・下ろす等の調理も出来、『そこさく』ではハマチを、『サクラミーツ』では鯛を下ろし、調理した。調理の際には魚に名前を付ける。

### 欅坂46・櫻坂46
ペンライトカラーは   パステルブルー ×    イエロー。
同期生かつ同い年で、同じ坂道研修生出身の守屋麗奈を「一番仲がいいメンバー」としている。守屋のことを「自慢の存在」と評しており、5thシングル『桜月』でセンターポジションを務めることが決まった際は「麗奈がグループを引っ張っていくセンターに選ばれたっていうのは本当に嬉しかった」と語っている。
守屋に加え、同じく同期生かつ同い年で、坂道研修生出身の遠藤光莉とも仲が良く、研修生時代にはこの3人で正配属に至らなかった悩みを食事の場で話し合ったこともあるという。遠藤は自身のブログで、療養のため活動休止することをメンバーに明かした時を振り返り、「（大沼は）私が帰る一番最後まで一緒についていてくれました。あきぽからしか得られないパワーがあるんだよ。いつもありがとう。」と綴っている。遠藤とのコンビ名は「ぎゅっ友」。
同期生の山﨑天が中学校を卒業した際には、大沼が作詞、井上梨名が作曲した楽曲を、メンバー数名と共に山﨑にプレゼントした。
『そこさく』で語った夢は「船を操縦しメンバーを連れて無人島に行くこと」。それに伴い、推定200万円の船をローンで購入することも検討している旨を明かした。
2022年のインタビューで、活動を通してつらかった場面を聞かれた際は「表題曲のフォーメーション発表日」をあげている。自身が表題曲のメンバーに選ばれないことについて「メンバーは尊敬しているし、憧れの存在なので悔しいと思ったことはない」とした上で、「自分自身の足りない部分に悩む」旨を吐露している。その際、ファンへの想いを涙ながらに語っている。

## 作品

### シングル
欅坂46
- 誰がその鐘を鳴らすのか？（2020年8月21日）

櫻坂46
- 半信半疑（2020年12月9日、SRCL-11620/1）- EAN 4547366481594。
- Buddies（2020年12月9日、SRCL-11626/7）- EAN 4547366481624。
- それが愛なのね（2021年4月14日、SRCL-11748/9）- EAN 4547366498608。
- 思ったよりも寂しくない。（2021年4月14日、SRCL-11754/5）- EAN 4547366498639。
- 櫻坂の詩（2021年4月14日、SRCL-11756）- EAN 4547366498646。
- Dead end（2021年10月13日、SRCL-11920/8）- EAN 4547366524567。
- ソニア（2021年10月13日、SRCL-11920/1）- EAN 4547366524567。
- 僕のジレンマ（2022年4月6日、SRCL-12130/8）- EAN 4547366549829。
- I'm in（2022年4月6日、SRCL-12130/1）- EAN 4547366549829。
- 車間距離（2022年4月6日、SRCL-12136/7）- EAN 4547366549850。
- Cool（2023年2月15日、SRCL-12420/8）- EAN 4547366599756。
- 無念（2023年2月15日、SRCL-12420/1）- EAN 4547366599756。
- 魂のLiar（2023年2月15日、SRCL-12424/5）- EAN 4547366599770。
- その日まで（2023年2月15日、SRCL-12428）- EAN 4547366599794。
- Start over!（2023年6月28日、SRCL-12590/8）- EAN 4547366621686。
- コンビナート（2023年6月28日、SRCL-12592/3）- EAN 4547366621693。
- 一瞬の馬（2023年6月28日、SRCL-12596/7）- EAN 4547366621716。
- ドローン旋回中（2023年6月28日、SRCL-12598）- EAN 4547366621723。
- 確信的クロワッサン（2023年10月18日、SRCL-12670/1）- EAN 4547366642025。
- 隙間風よ（2023年10月18日、SRCL-12678）- EAN 4547366642063。
- 油を注せ！（2024年2月21日、SRCL-12790/1）- EAN 4547366663501。
- 愛し合いなさい（2024年6月26日、SRCL-12920/1）- EAN 4547366685695。
- イザベルについて（2024年6月26日、SRCL-12922/3）- EAN 4547366685701。
- 僕は僕を好きになれない（2024年10月23日、SRCL-13030/1）- EAN 4547366708943。
- 嵐の前、世界の終わり（2024年10月23日、SRCL-13034/5）- EAN 4547366708967。
- 19歳のガレット（2024年10月23日、SRCL-13036/7）- EAN 4547366708974。
- Nothing special（2025年2月19日、SRCL-13210/1）- EAN 4547366728231。
- 紋白蝶が確か飛んでた（2025年2月19日、SRCL-13212/3）- EAN 4547366728248。
- ULTRAVIOLET（2025年2月19日、SRCL-13216/7）- EAN 4547366728262。
- 港区パセリ（2025年6月25日、SRCL-13360/1）- EAN 4547366751291。
- 君のことを想いながら（2025年6月25日、SRCL-13366/7）- EAN 4547366751321。

### アルバム
欅坂46
- 永遠より長い一瞬 〜あの頃、確かに存在した私たち〜（2020年10月7日、SRCL-11510/6）- EAN 4547366450224。

櫻坂46
- As you know?（2022年8月3日、SRCL-12174/9）- EAN 4547366567960。
- Addiction（2025年4月30日、SRCL-13290/5）- EAN 4547366737424。

### 映像作品
- KEYAKIZAKA46 Live Online, but with YOU!（2020年12月9日）- EAN 4547366481594, EAN 4547366481600。
- 大沼晶保（2020年12月9日、SRCL-11626/7） - EAN 4547366481624。
- 僕たちの嘘と真実 Documentary of 欅坂46（2021年2月3日、TBR-31098D・TDV-31099D・TDV-31100D） - EAN 4988104127983。
- 欅坂46 THE LAST LIVE（2021年3月24日、SRBL-1985/9・SRXL-310/4） - EAN 4547366496833。
- 櫻坂46 デビューカウントダウンライブ!!（2021年4月14日） - EAN 4547366498608。
- Making of デビューカウントダウンライブ!!（2021年4月14日） - EAN 4547366498615。
- 大沼晶保×守屋麗奈 SAKURA BANASHI 〜いま、話したいこと〜（2021年4月14日、） - EAN 4547366498622。
- Sakurazaka46 BACKS LIVE!! 〜Center Performance Collections〜（2021年10月13日） - EAN 4547366524567, EAN 4547366524574, EAN 4547366524581, EAN 4547366524598。
- 大沼晶保×武元唯衣×田村保乃 SAKURA MEGURI（2021年10月13日、） - EAN 4547366524581。
- Sakurazaka46 3rd Single BACKS LIVE!! 〜Center Performance Collections〜 （2022年4月6日）- EAN 4547366549836, EAN 4547366549843, EAN 4547366549850。
- Sakurazaka46 1st TOUR 2021 FINAL at さいたまスーパーアリーナ（2022年8月3日） - EAN 4547366567960。
- W-KEYAKI FES. 2021 -DAY1- at 富士急ハイランド コニファーフォレスト（2022年8月3日） - EAN 4547366567977。

## 出演

### バラエティ
- ラヴィット!（2023年7月6日 - 9月28日、TBSテレビ）- 「ラヴィット!ファミリー」木曜シーズンレギュラー[15]
  - ゴールデンラヴィット!（2023年12月26日、TBSテレビ）- 木曜チーム[16]
- 今夜はナゾトレ（不定期出演、フジテレビ）- 上田晋也の例えツッコミに関するクイズを不定期で出題[43]

### ラジオ
- さくらひなたロッチの伸びしろラジオ（2023年4月17日 - 2024年3月11日、NHKラジオ第1） - レギュラーMC[注 3][12]